# Калмыцкая автономная область
Калмыцкая автономная область — административно-территориальная единица РСФСР в 1920—1935 и 1957—1958 годах.
Столица — Астрахань (до 1928 года), затем Элиста.

## История

### Образование области
10 июля 1919 года Совет Народных Комиссаров РСФСР утвердил текст воззвания к калмыцкому трудовому народу, подписанного В. И. Лениным. Воззвание гарантировало калмыцкому народу неприкосновенность его прав на равенство со всеми народами Советской России.
Со 2 по 9 июля 1920 года в Чилгире прошёл Первый общекалмыцкий съезд Советов. Съезд единогласно утвердил текст «Декларации прав трудового калмыцкого народа», который был подготовлен группой коммунистов и представлен съезду А.М. Амур-Санан. «Декларация» провозглашала объединение всех разрозненных частей калмыцкого народа в одну административно-хозяйственную единицу — Автономную область калмыцкого трудового народа в составе РСФСР.
Постановление ЦК РКП(б) от 14 октября 1920 года «О задачах РКП(б) в местностях, населенных восточными народами», признало необходимым создать автономию для тех восточных народностей, которые еще не имели автономных учреждений, прежде всего для калмыков и бурят-монголов. 2 ноября 1920 года Совнарком РСФСР принял постановление о предоставлении автономии калмыцкому народу. 4 ноября 1920 г. было принято совместное постановление ВЦИК и СНК РСФСР, опубликованное за подписями М. И. Калинина и В. И. Ленина, об образовании Автономной области калмыцкого народа.
Калмыцкая АССР была образована на основании постановления Президиума ЦИК от 20 октября 1935 года путём преобразования одноимённой автономной области.

### Административно-территориальные изменения

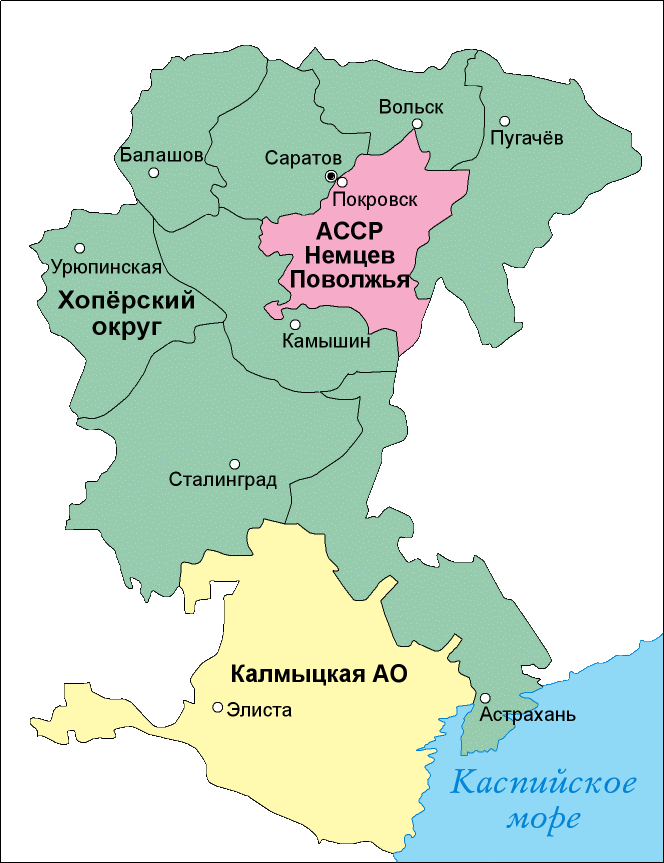
Калмыцкая АО в составе Нижне-Волжского края

В состав Автономной области, согласно этому постановлению, включались: из Астраханской губернии — улусы Багацохуровский, Икицохуровский, Хошеутовский, Харахусовский, Эркетеневский, Малодербетовский (за исключением аймаков Червленского и Северного, которые включились в Черноярский уезд), Яндыко-Мочажный, Манычский и улус Калмыцкий Базар, все волости и станицы Черноярского уезда Царицынской губернии, лежавшие к югу от Абганеровской и Аксайской волостей: Садовая, Обильная, Киселево, Заветная, Торговая, Валуевка, Ремонтная, Кресты, Кормовая, Приютное, Элиста, Булган, Керюльта и Уланское; из Ставропольской губернии — Большедербетовский улус за исключением Яшалтинской волости и поселка Князь-Михайловского; из Донской области — часть территории Сальского округа, связывавшая Большедербетовский улус с основной территорией Калмыцкой области и расположенная между губернскими границами Ставропольской и Астраханской губерний и параллельно 46°30 Пулковского меридиана, так называемый Донской треугольник; из Терской области — Кумский аймак.
По ходатайству Калмыцкого ЦИКа 14 февраля 1923 года постановлением ВЦИК административно-территориальное устройство Калмыцкой автономии было утверждено в составе 8 улусов (Большедербетовский, Икицохуровский, Калмыцко-Базаринский, Малодербетовский, Манычский, Багацохуровский, Хошеутовский, Эркетеневский), Ремонтненского уезда, 41 аймака и 5 волостей: Киселевской, Заветненской, Ремонтненской, Элистинской и Кормовской. Образование в составе Калмыцкой области Ремонтненского уезда должно было упорядочить структуру землепользования. Уезд с населением 49 524 человек охватывал территорию площадью 650 692 дес. В основном это были земли, которыми население сел Ремонтненского уезда было наделено на момент своего образования. Поэтому оно продолжало пользоваться оброчными, арендными и иными участками земли, находившимися вне границ уезда, например, в соседней Донской области. Это усложняло национально-земельные отношения.
В конце 1922 года Калмыцкий ЦИК решил передать Элистинскую волость из Манычского улуса в Ремонтненский уезд. Однако это не упростило национальные отношения. Первоначально предполагалась передача Ремонтненскому уезду части территории Сальского округа Донской области, однако в итоге было принято решение о передаче уезда Сальскому округу. Однако уезд был передан частично: 25 мая 1925 года Президиум ВЦИК постановил Ремонтненский уезд Калмыцкой области включить в состав Сальского округа Северо-Кавказского края, за исключением сёл Троицкое (Булгун), Элиста, Вознесеновка (Керюльта), Бислюрта, Приютное, Садовое, Уманцево, хутор Толочкова.
8 декабря 1924 года Яшалтинский сельсовет был передан Калмыцкой автономной области.
Чуть раньше в том же 1925 году границы области уже изменялись: Немецко-Хагинская и Эсто-Хагинская волости Ставропольской губернии были включены в состав Большедербетовского улуса Калмыкии в январе 1925 года, а Яшалтинская волость — в марте 1925 года.
В 1930 году была проведена важная административно-территориальная реформа. «В целях преодоления улусизма и родовизма» были упразднены существовавшие улусы и образовано 5 новых улусов (районов) — Центральный, Сарпинский, Приволжский, Приморский и Западный.
Подчинение самой области также изменялось — в 1928 году Калмыцкая автономная область вошла в Нижне-Волжскую область (вскоре переименованную в Нижне-Волжский край), а в 1934 году — в Сталинградский край. В 1931 году в состав Калмыцкой автономной области из состава расформированного Красноармейского района Нижневолжского края были переданы Тундутовский, Плодовитинский и Тингутинский сельсоветы, как имеющие тяготение к Сарпинскому району, с передачей в состав последнего.
В 1934 году Постановлением Президиума ВЦИК был образован Черноземельский улус с центром в селе Яшкуль путём выделения его из Центрального улуса.
20 октября 1935 года Калмыцкая автономная область преобразована в Калмыцкую АССР (упразднённую в 1943 году в ходе депортации калмыков).

### Послевоенный период
Повторное образование Калмыцкой автономной области связано с репатриацией калмыцкого народа. 24 ноября 1956 года Президиумом ЦК КПСС было принято постановление «О восстановлении национальных автономий калмыцкого, карачаевского, чеченского и ингушского народов». 9 января 1957 года был принят Указ Президиума Верховного Совета РСФСР «Об образовании Калмыцкой автономной области в составе Ставропольского края». 12 января 1957 года Указом Президиума Верховного Совета РСФСР «Об административном составе Калмыцкой автономной области» Калмыцкая автономная область восстанавливалась в составе 10 районов — Западного, Яшалтинского, Приютненского, Сарпинского, Приозёрного, Целинного, Каспийского, Яшкульского, Юстинского, Черноземельского с центром в городе Элисте.
25 января 1957 года вышел приказ МВД СССР «О разрешении проживания и прописки калмыкам, балкарцам, карачаевцам, чеченцам, ингушам и членам их семей в местах, откуда они были высланы».
11 февраля 1957 года Верховный Совет СССР утвердил образование Калмыцкой АО, внеся соответствующую поправку в ст. 22 Конституции СССР.
25 декабря 1958 Калмыцкая АО была выведена из состава Ставропольского края и преобразована в Калмыцкую АССР. К 1 августа 1958 года в Калмыкию вернулось 64 977 человек.

## Население
По переписи 1920 года, на территории области проживало 126 256 человек, в том числе сельского населения — 124 501, городского — 1655 человек. При этом преобладающее количество населения составляли калмыки — 84 950 человек, русских, по переписи, числилось 40 034 человека, остальные — украинцы, татары, киргизы и др.
По переписи 1924 года, на территории области проживало 164 017 человек.
По переписи 1926 года:
- калмыки — 75,6 %
- русские — 10,7 %
- украинцы — 10,3 %
- немцы — 1,8 %